# We Are!
We Are! é o single de estreia da carreia solo de Hiroshi Kitadani lançado pela Nippon Columbia em 20 de novembro de 1999, e é a primeira abertura do anime One Piece.

## Produção
Quando o anime estava ainda em fase de produção, o compositor Kohei Tanaka inscreveu uma nova música, "We Are!",  para ser selecionada para ser a primeira abertura da série, e Kitadani foi chamado para fazer o vocal da demo. Entre outras candidatas, a composição de Tanaka foi escolhida pelo estúdio, que então iniciou o processo de seleção de quem seria o cantor oficial da música. Entretanto, os funcionários da empresa começaram a sugerir ficar com o próprio Kitadani. E assim foi feito. Kitadani credita a música como uma grande mudança em sua carreira, trazendo mais fama e oportunidades. Ele já tinha ouvido de sua gravadora que ela não via um futuro com ele.
Uma curiosidade é que a letrista Shoko Fujibayashi escreveu as letras antes de Tanaka trabalhar na melodia.
O single também contém a canção "MUSIC", cantada por Akemi Okamura, atriz original da personagem Nami.
Recebeu um lançamento especial em vinil em 20 de março de 2024.

## Legado
"We Are!" foi usada como abertura para os primeiros 47 episódios de One Piece. Acabou por ficar famosa e intrinsecamente ligada ao anime, sendo tocada em diferentes episódios em momentos-chave. A animação da abertura foi recriada reutilizando a música para comemorar o milésimo episódio do anime. Há versões (usadas como abertura) dos atores dos personagens cantando, além de instrumentais com diferentes tons permeando todo o anime. Até a série live action teve versões instrumentais da música em sua trilha.
Após mais de duas décadas de carreira com vários sucessos, "We Are!" continua sendo a música mais popular de Hiroshi Kitadani, sendo presença constante em seus shows. O cantor incluiu a música em seu álbum R-New. Em 2024, ele foi convidado para cantar a música no canal THE FIRST TAKE.
Uma versão da música foi usada como paródia em Gintama. Uma versão cover foi inclusa no quinto álbum da trilha sonora do jogo BanG Dream! Girls Band Party. A banda Mary's Blood também lançou seu cover no álbum Re>Animator. Outra versão cover foi pela banda Trix, em seu álbum CoverX. O brasileiro Ricardo Cruz, companheiro de Kitadani na banda JAM Project, também gravou sua versão com Lucas Araújo em seu projeto Anison Lab; ele também fez uma versão com o próprio Kitadani.

## Recepção
Daniel Dockery, do Crunchyroll, disse que "We Are!" é um tema de anime perfeito. "Cantada sentimentalmente com uma paixão natural por Hiroshi Kitadani, é mais do que uma simples canção, mas sim a coisa mais próxima do que One Piece tem a um hino de sua alma mater. Ela encapsula o espírito de One Piece, sua ambição, seu estado de grandeza de fome de sonhos. E, o mais importante, consegue capturar não só o que One Piece é, mas o que One Piece pretende ser."
O relançamento em vinil ficou na 34ª posição no Oricon Singles Chart. Este também chegou à 33ª posição na Billboard Japan.

## Prêmios
| Ano  | Premiação                             | Categoria          | Resultado | Fonte  |
| ---- | ------------------------------------- | ------------------ | --------- | ------ |
| 2000 | Animation Kobe Awards                 | Melhor Música Tema | Venceu    | [ 21 ] |
| 2019 | Heisei Anisong Grand Prix (1989-1999) | Melhor Composição  | Venceu    | [ 22 ] |

## Faixas
| N.º            | Título                       | Letras            | Música         | Arranjo          | Duração |  |
| 1.             | "We Are!"                    | Shoko Fujibayashi | Kouhei Tanaka  | Takayuki Negishi | 4:00    |  |
| 2.             | "MUSIC"                      | S. Fujibayashi    | K. Tanaka      | Yasunori Iwasaki | 4:08    |  |
| 3.             | "We Are! (Original Karaoke)" |                   | K. Tanaka      | T. Negishi       | 4:00    |  |
| 4.             | "MUSIC (Original Karaoke)"   |                   | K. Tanaka      | Y. Iwasaki       | 4:08    |  |
| Duração total: | Duração total:               | Duração total:    | Duração total: | Duração total:   | 16:16   |  |